# Xystrota oslinaria
Xystrota oslinaria är en fjärilsart som beskrevs av William Schaus 1940. Xystrota oslinaria ingår i släktet Xystrota och familjen mätare. Inga underarter finns listade i Catalogue of Life.